# الیزه رکلو
الیزه رکلو (انگلیسی: Élisée Reclus؛ ۱۵ مارس ۱۸۳۰ – ۴ ژوئیهٔ ۱۹۰۵) جغرافی‌دان، نویسنده و آنارشیست اهل فرانسه بود.